# Mein Freund, der Dieb
Mein Freund, der Dieb ist eine deutsche Filmkomödie aus dem Jahre 1951 von Helmut Weiss mit Hans Söhnker und dem jungen Hardy Krüger in den Hauptrollen.

## Handlung
Der blonde Lockenkopf Bimbo, ein Vertreter der „Lost Generation“ gleich nach dem Ende des Zweiten Weltkriegs, ist durch die Zeitumstände zu einem Tunichtgut, Strolch und Ganoven geworden. Bimbo begeht kleinere Verbrechen und hält sich damit, ohne so etwas wie ein Unrechtsbewusstsein entwickelt zu haben, über Wasser. Eines Nachts überfällt er den bekannten Schriftsteller Percy und stiehlt ihm dessen Brieftasche. Der Langfinger hat daraufhin nichts Besseres im Sinn, als sich von dem erbeuteten Geld sinnlos zu betrinken. Als die Polizei Bimbo in diesem Zustand aufgreift, entdeckt sie in der bei ihm aufgefundenen Brieftasche Namen und Adresse Percys, sodass die Staatsmacht davon ausgeht, dass es sich bei dem Aufgelesenen um den Autor handeln muss. Also wird der torkelnde Bimbo „heim“ zu Percys Adresse eskortiert. 
Percy staunt nicht schlecht, als er den Halunken in kürzester Zeit wiedersieht. Doch anstatt ihn gleich bei der Polizei wieder abzuliefern, entscheidet sich der erfahrene Mann mittleren Alters, ermuntert durch seine elegante Freundin Nina, eine Tänzerin, als „guter Christ“ an dem missratenen Bimbo eine ganz persönliche Resozialisierungsmaßnahme vorzunehmen. Percy hat die Absicht, aus dem langfingrigen Hallodri einen, wenn nicht schon guten, dann doch aber wenigstens einen besseren Menschen zu machen. Zwar kommt es prompt zu einem Rückfall, bei dem Bimbo zeigt, dass er seine kriminelle Vergangenheit nicht ganz so schnell wie erhofft ablegen kann, doch mit viel Mühe und Geduld wird der junge Mann von Percy und Nina auf den Pfad der Tugend zurückgeführt. Mit einem ihm überlassenen, geschenkten Fotoapparat will er nun als Reporter ein anständiges Leben beginnen.

## Produktionsnotizen
Das Lustspiel wurde im Filmatelier Göttingen sowie in Hannover und auf Gut Hardegen (Außenaufnahmen) gedreht. Die Uraufführung erfolgte am 8. November 1951 in Hannover oder Bremen, die (West-)Berliner Premiere war am 14. Dezember desselben Jahres.
Peter Paul Brauer übernahm auch die Produktionsleitung. Die Filmbauten stammen von Walter Haag und Hans Kutzner.

## Kritiken
Der Spiegel stellte 1951 fest: „Halb geglückter Versuch des Autor-Regisseurs Helmut Weiß, das ernste Problem der jugendlichen Kriminellen zu einer filmischen Komödie zu formen.“
Der Filmdienst urteilte: „Komödie um einen jugendlichen Gangster, der von seinem ausgeraubten Opfer, einem Schriftsteller, erzieherisch betreut wird. (…) Anspruchslose Unterhaltung mit ein paar gefälligen Details.“